# Corsier-sur-Vevey
Corsier-sur-Vevey is een gemeente in het kanton Vaud in Zwitserland en maakt sinds 1 januari 2008 deel uit van het district Riviera-Pays-d'Enhaut. Voor 2008 maakte de gemeente deel uit van het toenmalige district Vevey.
De gemeente Corsier-sur-Vevey telde in 2003 3122 inwoners.
Het gebied is fraai gelegen tussen de bergen en het meer van Genève, en trekt daarom veel rijke en beroemde personen aan. Charlie Chaplin woonde de laatste twintig jaar van zijn leven in Corsier, en is daar ook begraven, evenals Graham Greene en James Mason. De dorpen Fenil-sur-Corsier and Les Monts-de-Corsier maken deel uit van de gemeente. In dat laatste dorp overleed in 1979 de Nederlandse japanoloog Jan Lodewijk Pierson jr.
In de gemeente bevindt zich sinds 2016 wassenbeeldenmuseum Chaplin's World.

## Geboren
- Alexandre Calame (1810-1864), kunstschilder

## Overleden

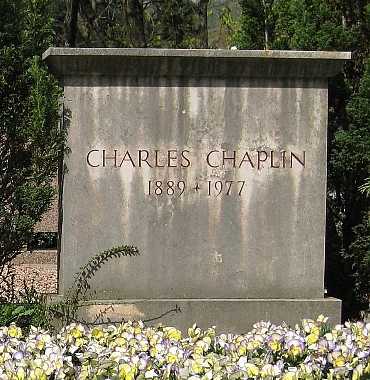
Graf van Charlie Chaplin.

- François-Louis Cailler (1796-1852), chocoladepionier en oprichter van het chocoladebedrijf Cailler
- Charlie Chaplin (1889-1977), Brits acteur

Blonay – Saint-Légier · Chardonne · Château-d'Œx · Corseaux · Corsier-sur-Vevey · Jongny · La Tour-de-Peilz · Montreux · Rossinière · Rougemont · Vevey · Veytaux
- Gemeinsame Normdatei: 7544489-6
- Historisch woordenboek van Zwitserland: 002615
- Library of Congress Control Number: n2018047530
- MusicBrainz: 8418d614-3d3f-4af2-a5d4-737789c84571
- Virtual International Authority File: 248309917
- WorldCat: E39PBJq6Wk8DJDT6hFJxQkqPcP